# ふるえて眠れ
『ふるえて眠れ』（ふるえてねむれ、原題: Hush... Hush, Sweet Charlotte）は、1964年に製作・公開されたアメリカ合衆国の映画である。
1962年の『何がジェーンに起ったか?』に続くベティ・デイヴィスとロバート・アルドリッチ監督のコンビ作品（原作、共同脚本のヘンリー・ファレル、音楽のフランク・デ・ヴォールも同じ）であり、オリヴィア・デ・ハヴィランドとジョゼフ・コットンが共演した。
デ・ハヴィランドは当初、キャストされていたジョーン・クロフォードの代役として出演している。クロフォードは、デイヴィスおよびアルドリッチとの対立により、撮影を拒否して入院したため、キャストからはずされたとされている。
ロケーションはルイジアナ州のHoumas Houseで行われた。 
テーマ曲は作中ではアル・マルティーノが歌っている。パティ・ペイジも歌い大ヒットした。

## キャスト
※括弧内は日本語吹替（初回放送1971年8月14日 NHK教育テレビ『劇映画』）
- シャーロット：ベティ・デイヴィス（奈良岡朋子）
- ミリアム：オリヴィア・デ・ハヴィランド（弓恵子）- シャーロットの従姉妹。
- ドルー：ジョゼフ・コットン（小山田宗徳）- シャーロットの主治医。
- ヴェルマ：アグネス・ムーアヘッド（北城真記子）- シャーロットのメイド。
- ハリー：セシル・ケラウェイ - ロンドンからきた保険調査員。
- ビッグ・サム：ヴィクター・ブオノ - シャーロットの父親、冒頭の回想シーンのみの出演。
- ジュエル：メアリー・アスター - ジョンの未亡人。
- ジョン：ブルース・ダーン - シャーロットのかつての恋人。冒頭の回想シーンのみの出演。何者かに殺害される。

## スタッフ
- 監督/製作：ロバート・アルドリッチ
- 脚本：ヘンリー・ファレル、ルーカス・ヘラー
- 音楽：フランク・デ・ヴォル
- 撮影：ジョゼフ・バイロック
- 編集：マイケル・ルチアーノ
- 美術：ウィリアム・グラスゴー
- 装置：ラファエル・ブレットン
- 衣装：ノーマ・コック

## 映画賞受賞・ノミネーション
| 映画祭・賞           | 部門                   | 対象者                                                                                  | 結果       |
| -------------------- | ---------------------- | --------------------------------------------------------------------------------------- | ---------- |
| アカデミー賞         | 助演女優賞             | アグネス・ムーアヘッド                                                                  | ノミネート |
| アカデミー賞         | 撮影賞（白黒）         | ジョゼフ・L・ビロック                                                                   | ノミネート |
| アカデミー賞         | 美術賞（白黒）         | ウィリアム・グラスゴー ラファエル・ブレットン                                           | ノミネート |
| アカデミー賞         | 衣裳デザイン賞（白黒） | ノーマ・コック                                                                          | ノミネート |
| アカデミー賞         | 作曲賞                 | フランク・デ・ヴォル                                                                    | ノミネート |
| アカデミー賞         | 歌曲賞                 | フランク・デ・ヴォル（作曲） マック・デヴィッド（作詞） 「Hush… Hush, Sweet Charlotte」 | ノミネート |
| アカデミー賞         | 編集賞                 | マイケル・ルチアーノ                                                                    | ノミネート |
| ゴールデングローブ賞 | 助演女優賞             | アグネス・ムーアヘッド                                                                  | 受賞       |